# Zhongxian
Zhongxian (kinesiska: 中仙) är en köping i sydöstra Kina. Den ligger i Youxi härad i staden Sanming i provinsen Fujian,  omkring 95 kilometer väster om provinshuvudstaden Fuzhou. Antalet invånare är 26 726. Befolkningen består av 11 899 kvinnor och 14 827 män. Barn under 15 år utgör 15,0 %, vuxna 15-64 år 74 %, och äldre över 65 år 9,0 %.